# Estelnic
Estelnic (veraltet Estelnec; ungarisch Esztelnek) ist eine Gemeinde im Kreis Covasna in der Region Siebenbürgen in Rumänien.
Estelnic ist auch unter der veralteten Bezeichnung Estilnic bekannt.

## Geographische Lage

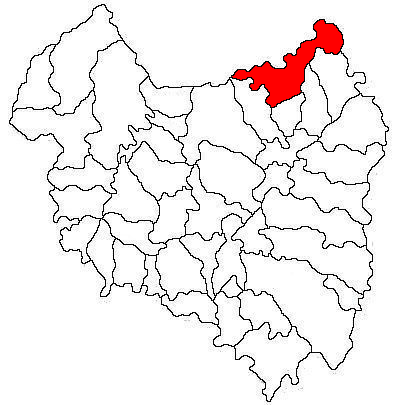
Lage der Gemeinde Estelnic im Kreis Covasna

Die Gemeinde Estelnic liegt nördlich der Kronstädter Senke (Depresiunea Brașovului) in den Südausläufern des Nemira-Gebirges (Munții Nemira) – Teilgebirge der Ostkarpaten. Im sogenannten Szeklerland im Norden des Kreises Covasna befindet sich der Ort Estelnic am gleichnamigen Bach, an der Kreisstraße (Drum județean) DJ 114 16 Kilometer nördlich von der Kleinstadt Târgu Secuiesc (Szekler Neumarkt) und etwa 50 Kilometer nordöstlich von der Kreishauptstadt Sfântu Gheorghe (Sankt Georgen) entfernt. Der nächstgelegene Bahnhof an der Bahnstrecke Târgu Secuiesc–Brețcu befindet sich im eingemeindeten Dorf Belani (Bela) der Gemeinde Poian (ungarisch Kézdiszentkereszt).

## Geschichte
Der mehrheitlich von Szeklern bewohnte Ort Estelnic wurde erstmals 1332 urkundlich erwähnt.
Zur Zeit des Königreichs Ungarn gehörte Estelnic dem Stuhlbezirk Kézdi in der Gespanschaft Háromszék (rumänisch Comitatul Trei-Scaune). Anschließend gehörte Estelnic dem historischen Kreis Trei-Scaune (deutsch Drei Stühle) und ab 1950 dem heutigen Kreis Covasna an. Zuerst gehörte die heutige Gemeinde administrativ der Gemeinde Poian an und erst 2005 bildeten die drei Dörfer eine eigenständige Gemeinde.

## Bevölkerung
Die Bevölkerung der Orte der heutigen Gemeinde Estelnic entwickelte sich wie folgt:
| 1850 | 1.581 | 19  | 1.555 | - | 7  |
| 1941 | 1.829 | 5   | 1.815 | - | 9  |
| 1966 | 1.576 | 132 | 1.441 | 3 | -  |
| 2002 | 1.133 | 17  | 1.114 | - | 2  |
| 2011 | 1.182 | 9   | 1.150 | 2 | 21 |
| 2021 | 1.111 | 15  | 1.013 | - | 83 |

Seit 1850 wurde auf dem Gebiet der heutigen drei Orte der Gemeinde Catalina die höchste Einwohnerzahl und die der Magyaren 1941 ermittelt. Die höchste Anzahl der Rumänen wurde 1966, die der Rumäniendeutschen (13) 1910 und die der Roma (67) wurde 2021 registriert.

## Sehenswürdigkeiten
- Das Franziskaner-Kloster, 1690 errichtet, 1729 bis 1750 erneuert, steht unter Denkmalschutz.[7]
- Die römisch-katholische Kirche Sf. Simion și Iuda,[8] im 14. Jahrhundert errichtet, 1635 und 1819 umgebaut, steht unter Denkmalschutz[7]
- Das Holzhaus der ungarischen Familie Szacsvai-Könkzay, 1702 errichtet, steht nach Angaben des Verzeichnisses historischer Denkmäler des Ministeriums für Kultur und nationales Erbe (Ministerul Culturii și Patrimoniului Național) unter Denkmalschutz.[7]

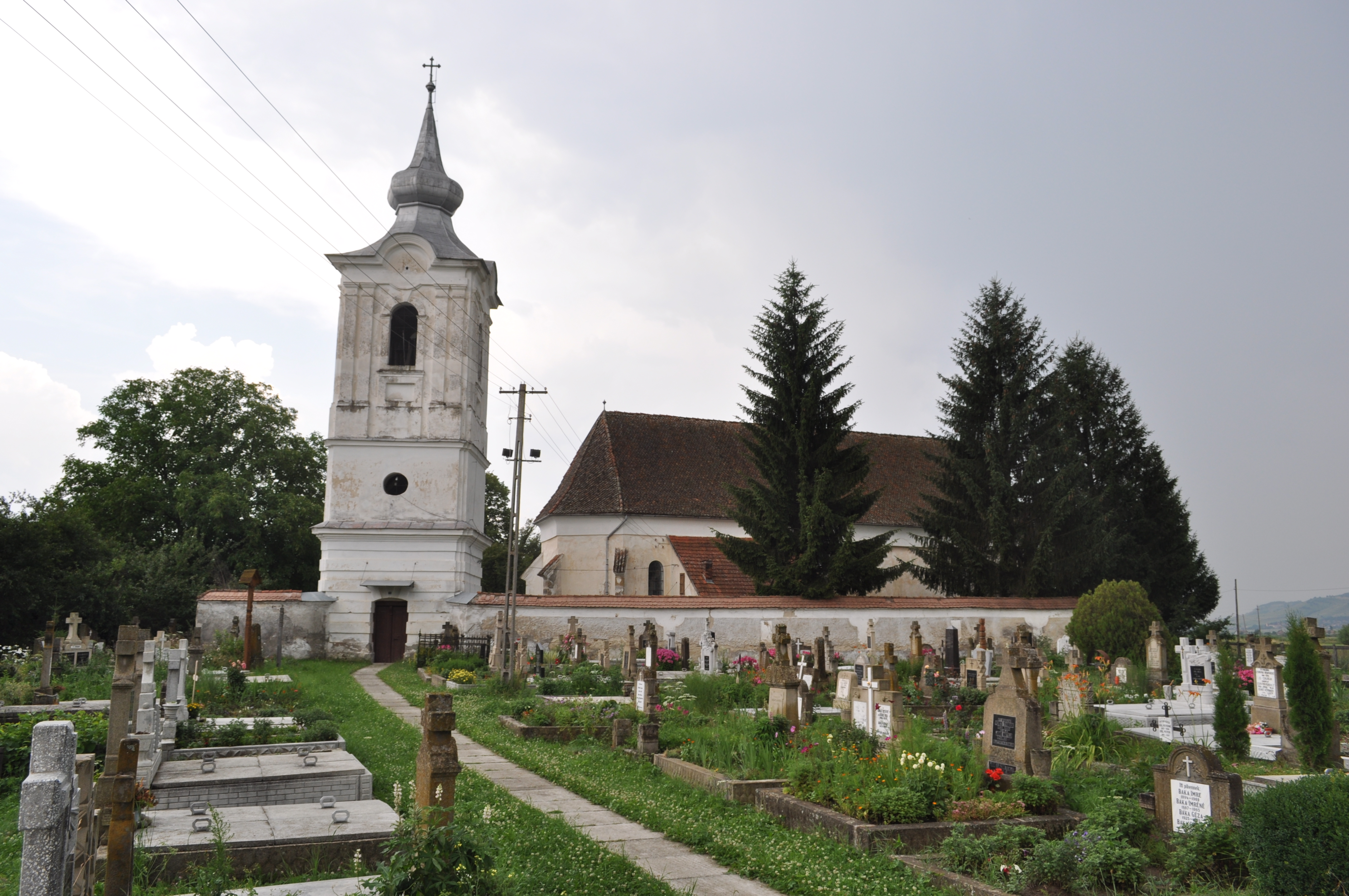
Römisch-katholische Kirche und…
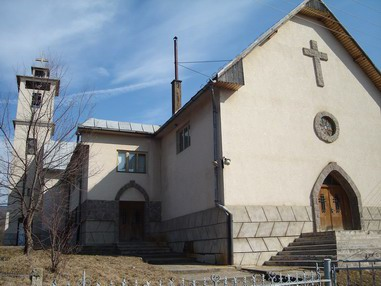
…Franziskaner-Kloster in Estelnic
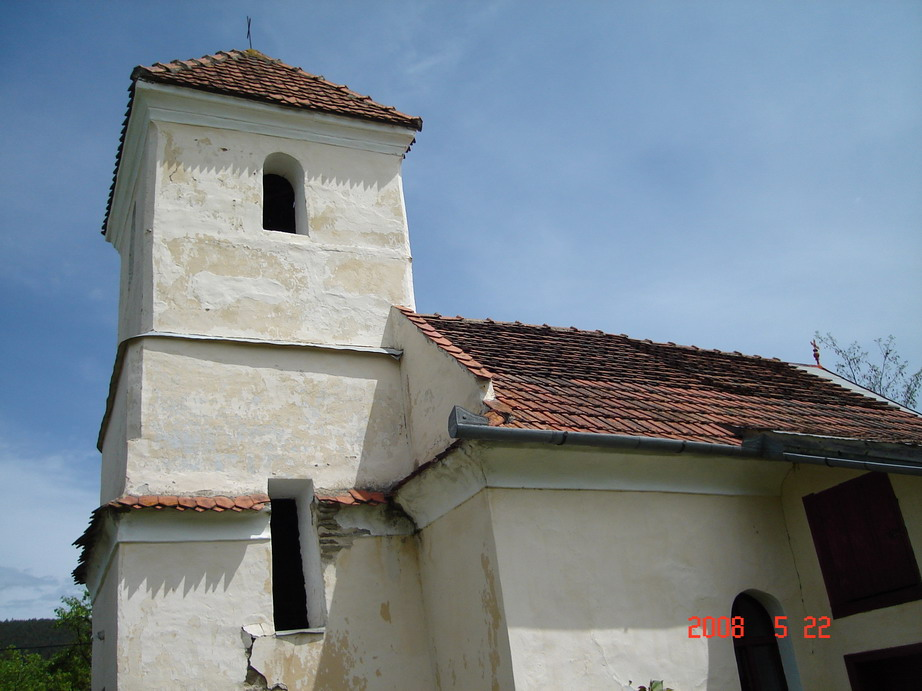
Kapelle in Valea Scurtă

## Städtepartnerschaften
Estelnic pflegt Partnerschaften mit den ungarischen Orten Nyíradony und Segesd.